# Municipio de Huetamo
El municipio de Huetamo es uno de los 113 municipios en que se encuentra dividido el estado mexicano de Michoacán de Ocampo. Su cabecera municipal es Huetamo de Núñez.

## Toponimia
Hans Roskamp señala un posible origen purépecha. Según esta teoría, el nombre Huetamo sería una derivación de la expresión Hueta-mu-o, equivalente a ‘lugar donde hace falta el habla o la lengua’, en el sentido de ‘lugar donde no está presente el idioma propio’.

## Geografía
Se encuentra en el sureste del estado de Michoacán y abarca una superficie de 2063.68 km². Limita al norte con los municipios de Carácuaro y Turicato; al noreste con el municipio de Tiquicheo de Nicolás Romero; al este con el municipio de San Lucas; al sur con el estado de Guerrero, con los municipios de Zirándaro y Coyuca de Catalán respectivamente, y al oeste con el municipio de Churumuco.
Forma parte de la Región 8-Tierra Caliente de Michoacán, junto con los municipios de Carácuaro, Madero, Nocupétaro, San Lucas, Tacámbaro, Tiquicheo y Turicato.

## Demografía
La población total del municipio de Huetamo es de 41 973 habitantes, lo que representa un crecimiento promedio de 0.01 % anual en el período 2010-2020 sobre la base de los 41 937 habitantes registrados en el censo anterior. Al año 2020 la densidad del municipio era de 20,4 hab/km².
| Gráfica de evolución demográfica de Municipio de Huetamo entre 2000 y 2020 |
|                                                                            |
| Fuente: Instituto Nacional de Estadística Geografía e Informática          |

En el año 2010 estaba clasificado como un municipio de grado medio de vulnerabilidad social, con el 29.15 % de su población en estado de pobreza extrema.
La población del municipio está mayoritariamente alfabetizada (18.77 % de personas analfabetas al año 2010) con un grado de escolarización en torno de los 6 años. Solo el 0.31 % de la población se reconoce como indígena.

### Localidades
En el censo de 2020 el municipio de Huetamo contaba con 246 localidades.
| Código INEGI      | Localidad         | Población (2020) |
| ----------------- | ----------------- | ---------------- |
| 160380001         | Huetamo de Núñez  | 23 836           |
| 160380102         | Purechucho        | 1 702            |
| Otras localidades | Otras localidades | 16 435           |
| Total municipal   | Total municipal   | 41 973           |

## Economía
Con excepción de la localidad de Baztán del Cobre, fuertemente vinculada a la actividad minera, el resto de las localidades más pobladas del municipio tiene como base de su economía la agricultura, la ganadería y en algunos casos la pesca.
Según el número de unidades productivas activas relevadas en el censo económico de 2019, los sectores económicos más dinámicos son el comercio minorista, la prestación de servicios (no gubernamentales) y en menor medida los servicios vinculados al alojamiento temporal y la elaboración de alimentos y bebidas.